# Испра
Испра (итал. Ispra) је насеље у Италији у округу Варезе, региону Ломбардија.
Према процени из 2011. у насељу је живело 4499 становника. Насеље се налази на надморској висини од 222 м.

## Становништво
| 1936. | 1951. | 1961. | 1971. | 1981. | 1991. | 2001. | 2011. |
| ----- | ----- | ----- | ----- | ----- | ----- | ----- | ----- |
| 1.896 | 2.256 | 2.662 | 3.883 | 4.636 | 4.712 | 4.686 | 5.178 |